# Kengo Nakamura (bassist)
Kengo Nakamura (Japans: 中村 堅碁, Nakamura Kengo) (Osaka, 1965) is een Japanse jazzbassist en componist.

## Biografie
Nakamura speelde vanaf zijn twaalfde klassiek gitaar, toen hij 17 was stapte hij over op de basgitaar. In 1988 ging hij studeren aan Berklee College of Music in Boston, waar hij les had van Whit Browne. Na zijn studie werkte hij samen met o.m. Roy Hargrove, Antonio Hart en Anthony Wonsey. Met een beurs van John Neves Memorial Scholarship zette hij zijn studie aan Berklee College of Music voort. In 1991 ging hij naar New York waar hij als professioneel muzikant actief werd. Hij speelde met musici als Wynton Marsalis (Live at the House of Tribes, 2002), Benny Golson, Mal Waldron, Cyrus Chestnut, Marcus Printup, Sadao Watanabe, Makoto Ozone, Antonio Ciacca, Shinnosuke Takahashi, Ritsuko Iwayama, Wess 'Warmdaddy' Anderson en Nicola Angelucci. In 2001 kwam van hem bij Verve Records zijn debuutalbum Divine uit. Lezers van het Japanse blad Swing Journal verkozen hem sindsdien drie maal uit tot 'beste Japanse jazzbassist'. Ook stond hij in de lijstjes van de beste componisten/arrangeurs. Volgens Tom Lord deed hij tussen 2000 en 2016 mee aan 24 opnamesessies, onder meer van Michael Dease.

## Discografie (selectie)
- Divine (Universal/Verve, 2001), met Atsushi Ikeda, Cyrus Chestnut, Makoto Ozone, Neal Smith, Rodney Green
- Re:Standards (2005), met Marcus Printup, Ted Nash, Makoto Ozone
- Generations (55 Records, 2008), met Danny Grissett, Clarence Penn
- Songs in My Life Time (55 Records, 2012), met Marcus Printup, Mark Gross, Stacy Dillard, Richard Johnson, Willie Jones III